# Wau (Zuid-Soedan)
Wau (Arabisch: واو) (ook: Waw) is een stad in het zuiden van Zuid-Soedan, gelegen aan de westelijke oever van de Jur. De stad is de hoofdstad van de staat Western Bahr el Ghazal. In 2007 woonden er zo'n 140.000 mensen in de stad.
Wau ontstond als een zariba (versterkte nederzetting), opgericht door slavenhandelaren in de 19e eeuw. Onder het Anglo-Egyptische bestuur werd het een bestuurlijk centrum, met een etnisch en cultureel gevarieerde bevolking.
Gedurende de burgeroorlog in de tweede helft van de 20ste eeuw waren er vele soldaten in de stad gelegerd. In 1998 vonden er zware gevechten plaats. In 2007 braken er weer gevechten in de stad uit, waarbij enkele honderden mensen omkwamen, voornamelijk leden van de Fertitstam.
Wau is de geboorteplaats van de NBA-spelers Luol Deng en Deng Gai en het Britse model Alek Wek.